# SOS (Too Bad)
Singles de Aerosmith
Train Kept A-Rollin'
(1974) Sweet Emotion
(1974)
SOS (Too Bad) est le troisième single issu de l'album Get Your Wings d'Aerosmith paru en 1974. La Face B est composée de la chanson Lord of the Thighs. Elle a été écrite par le chanteur Steven Tyler.
En concert, elle sera souvent accolée à Mama Kin (voir l'album Live Bootleg, paru en 1978).

## Composition du groupe pour l'enregistrement
- Steven Tyler : chant.
- Joe Perry : guitares, chœurs.
- Brad Whitford : guitare.
- Tom Hamilton : guitare basse.
- Joey Kramer : batterie, percussions.